# Jasmine (japanische Sängerin)
Jasmine (Eigenschreibweise: JASMINE) (* 19. Mai 1989 in Tokio, Japan) ist der Künstlername der japanischen J-Pop- und R&B-Sängerin und abgeleitet von ihrem wirklichen Vornamen Asumi (jap. あすみ). Sie steht bei Sony Music Japan unter Vertrag und ist auch ein DJ für den japanischen Radiorundfunk J-Wave.

## Leben
Ihre ersten Erfahrungen sammelte Jasmine, im Alter von 13 Jahren, im Gospelchor der Yokota Air Base. Anschließend ging sie auch in einen amerikanischen Chor, wo sie sich mit 17 Jahren entschied, eine professionelle Sängerin zu werden und fing an ihre eigenen Texte und Musikstücke zu kreieren. Anschließend unterschrieb sie ihren Vertrag bei Sony Music Japan.

## Karriere
Ihre erste Debütsingle Sad to Say veröffentlichte Jasmine am 24. Juni 2009 im CD-Format. Jedoch wurde das Lied schon vorher, als Klingelton, über Chaku-Uta Full angeboten und erreichte in den Chaku-Uta Full Charts die Höchstplatzierung. Damit war sie die erste Künstlerin überhaupt, die in diesen Charts mit einem Debüt auf Platz 1 landete. Wochen nach der CD-Veröffentlichung gaben Kritiker ihr den Titel Die Wiedergeburt von Hikaru Utada und verglichen beide Artisten. Allerdings landete die Single Sad to Say in der ersten Woche auf Platz 13 der Oricon-Charts, konnte sich aber in der zweiten Woche auf Platz 10 retten. Bis heute verkaufte sich die Single im CD-Format mehr als 30.000-mal in Japan und zählt als ihre erfolgreichste Single. Auch im digitalen Format, da es wegen mehr als 250.000 legalen Downloads mit Platin von der Recording Industry Association of Japan ausgezeichnet wurde.
Am 25. Oktober 2009 hatte Jasmine auch ihr Bühnen-Debüt, sie war Gast eines Konzertes vom US-amerikanischen Sänger Ne-Yo, in der Saitama Super Arena. Dies galt auch als Werbung für ihre zweite Single No More, welche am 28. Oktober 2009 veröffentlicht wurde.
Anschließend veröffentlichte sie 2010 weitere drei Singles This Is Not a Game, Jealous und Dreamin’ . Davon waren This Is Not a Game und Jealous jeweils nur bis zu 10.000 limitierte Auflagen erhältlich. Am 21. Juli 2010 veröffentlichte sie dann auch ihr Debütalbum, welches sie Gold nannte. Das Album debütierte auf Platz 3 der Oricon-Charts, hielt sich neun Wochen in den Charts und konnte sich bis zu 50.000-mal verkaufen, somit ist Gold Jasmine’s erfolgreichster Tonträger überhaupt.
Erst im Februar 2011 veröffentlichte sie ihre nächste Single One, anschließend im Juli Only You und am 25. Juli 2012 ihre Single Best Partner.

## Diskografie

### Alben
| Jahr | Titel                | Höchstplatzierung, Gesamtwochen, AuszeichnungChartsChartplatzierungen (Jahr, Titel, Platzierungen, Wochen, Auszeichnungen, Anmerkungen) | Anmerkungen                                              |
| Jahr | Titel                | JP | Anmerkungen                                              |
| ---- | -------------------- | --- | -------------------------------------------------------- |
| 2010 | Gold                 | JP3 (9 Wo.)JP | Erstveröffentlichung: 21. Juli 2010 Verkäufe: + 49.914   |
| 2013 | Complexxx            | JP28 (4 Wo.)JP | Erstveröffentlichung: 28. August 2013 Verkäufe: + 5.833  |
| 2014 | Welcome to Jas Vegas | JP51 (2 Wo.)JP | Erstveröffentlichung: 12. März 2014 Verkäufe: + 1.746    |
| 2014 | Pure Love Best       | JP35 (3 Wo.)JP | Erstveröffentlichung: 29. Oktober 2014 Verkäufe: + 3.546 |

### Singles
| Jahr | Titel Album              | Höchstplatzierung, Gesamtwochen, AuszeichnungChartsChartplatzierungen (Jahr, Titel, Album, Platzierungen, Wochen, Auszeichnungen, Anmerkungen) | Anmerkungen                                              |
| Jahr | Titel Album              | JP | Anmerkungen                                              |
| ---- | ------------------------ | --- | -------------------------------------------------------- |
| 2009 | Sad to Say Gold          | JP10 Platin (Mobile Downloads) · (13 Wo.)JP | Erstveröffentlichung: 24. Juni 2009 Verkäufe: + 31.217   |
| 2009 | No More Gold             | JP15 Gold (Mobile Downloads) · (5 Wo.)JP | Erstveröffentlichung: 28. Oktober 2009 Verkäufe: + 9.233 |
| 2010 | This Is Not a Game Gold  | JP23 (4 Wo.)JP | Erstveröffentlichung: 3. März 2010 Verkäufe: + 4.636     |
| 2010 | Jealous Gold             | JP20 (3 Wo.)JP | Erstveröffentlichung: 7. April 2010 Verkäufe: + 3.836    |
| 2010 | Dreamin’ Gold            | JP38 Gold (Digital) · (4 Wo.)JP | Erstveröffentlichung: 12. Mai 2010 Verkäufe: + 5.503     |
| 2011 | One Complexxx            | JP32 (3 Wo.)JP | Erstveröffentlichung: 2. Februar 2011 Verkäufe: + 3.576  |
| 2011 | Only You Complexxx       | JP59 (2 Wo.)JP | Erstveröffentlichung: 27. Juli 2011 Verkäufe: + 2.301    |
| 2012 | Best Partner Complexxx   | JP50 (2 Wo.)JP | Erstveröffentlichung: 25. Juli 2012 Verkäufe: + 2.191    |
| 2013 | High Flying Complexxx    | JP46 (2 Wo.)JP | Erstveröffentlichung: 29. Mai 2013 Verkäufe: + 2.167     |
| 2013 | Hero Complexxx           | JP93 (2 Wo.)JP | Erstveröffentlichung: 31. Juli 2013 Verkäufe: + 1.111    |
| 2013 | Countdown Pure Love Best | JP64 (1 Wo.)JP | Erstveröffentlichung: 25. Dezember 2013 Verkäufe: + 912  |

### Videoalben
| Jahr | Titel                             | Höchstplatzierung, Gesamtwochen, AuszeichnungChartsChartplatzierungen (Jahr, Titel, Platzierungen, Wochen, Auszeichnungen, Anmerkungen) | Anmerkungen                        |
| Jahr | Titel                             | JP | Anmerkungen                        |
| ---- | --------------------------------- | --- | ---------------------------------- |
| 2016 | Dynamite ～シングル全部ヤリマス～ | JP2 (5 Wo.)JP | Erstveröffentlichung: 11. Mai 2016 |

## Musikvideos
1. Sad to Say
2. No More
3. This Is Not a Game
4. Jealous
5. Dreamin’
6. Dear My Friend (Live Version)
7. One
8. Only You
9. Best Partner
10. High Flying
11. Hero
12. Countdown
13. #Agaru
14. I Love It
15. Last Word
16. Sad to Say (Anniversary Version)

## Lieder
Geordnet nach Veröffentlichung
1. Sad to Say
2. Koi (恋)
3. No More
4. Clubbin’
5. What You Want?
6. This Is Not a Game
7. Jealous
8. Dreamin’
9. L.I.P.S.
10. Pride
11. Bad Girl.
12. Dear My Friend
13. Why
14. One
15. Only You
16. Addiction
17. Best Partner
18. B*tch*s
19. Touch Me on the Beach
20. High Flying
21. Hero
22. Missing
23. I Hate You
24. Weekend High
25. Realize
26. I’ll Be There
27. Countdown
28. Where U @
29. Handz Up!
30. #Agaru
31. R!de On
32. Dearest
33. Hikari
34. Hallelujah
35. Last Word
36. Happy Dayz
37. I Love It
38. B*tch*s in da Club
39. Black Kitty

- Cover

1. My Life, My Love, My All (original von Kirk Franklin)
2. I Need You to Survive (original von Hezekiah Walker)
3. Bed (original von Double)

- Zusammenarbeiten

1. Perfect Place (mit M-Flo)
2. Soredemo Kimi ga Suki (それでも君が好き) (mit Spicy Chocolate, Sky-Hi und Kotobuki-kun)
3. Drive (mit Miliyah Katō)
4. No-ID (mit Spyair und Kira)
5. Sakura (mit Spicy Chocolate und Kira)
6. Arigatou (mit DJ Ryow und Socks)
7. Skylight: Winter for Lovers Ver. (Teddyloid Remix) (mit XOX)

- Übergänge

1. Stage: Interlude
2. Welcome to Jas Vegas: Opening
3. Panic: Interlude

## Konzerttourneen
1. Free Live Tour: Jasmine World – 18. Juni 2010 bis zum 30. Juni 2010, insgesamt fünf Konzerte.
2. Jasmine Live Tour 2010: Gold – 3. November 2010 bis zum 3. Dezember 2010.